# Alexander Zippelius
Alexander Zippelius (Würzburg, 1797 – Kupang, 31 dicembre 1828) è stato un botanico ed esperto in orticoltura olandese attivo nelle Indie Orientali.

## Biografia
Dal 1823 lavorò come assistente curatore ai Giardini botanici di Bogor (in passato nota come Buitenzorg) e nel 1827 entrò a far parte della Natuurkundige Commissie (Commissione per le Scienze Naturali).
Raccolse esemplari di piante nelle Molucche, nella Nuova Guinea sudoccidentale e a Timor. Morì a Timor nel 1828.

## Onorificenze
Il genere Zippelia (famiglia Piperaceae) fu così nominato in onore di Zippelius da Carl Ludwig Blume.
Il suo nome è legato anche alle piante che hanno il nome di specie zippeliana, zippelii e zippelianum..